# Вогняний годинник

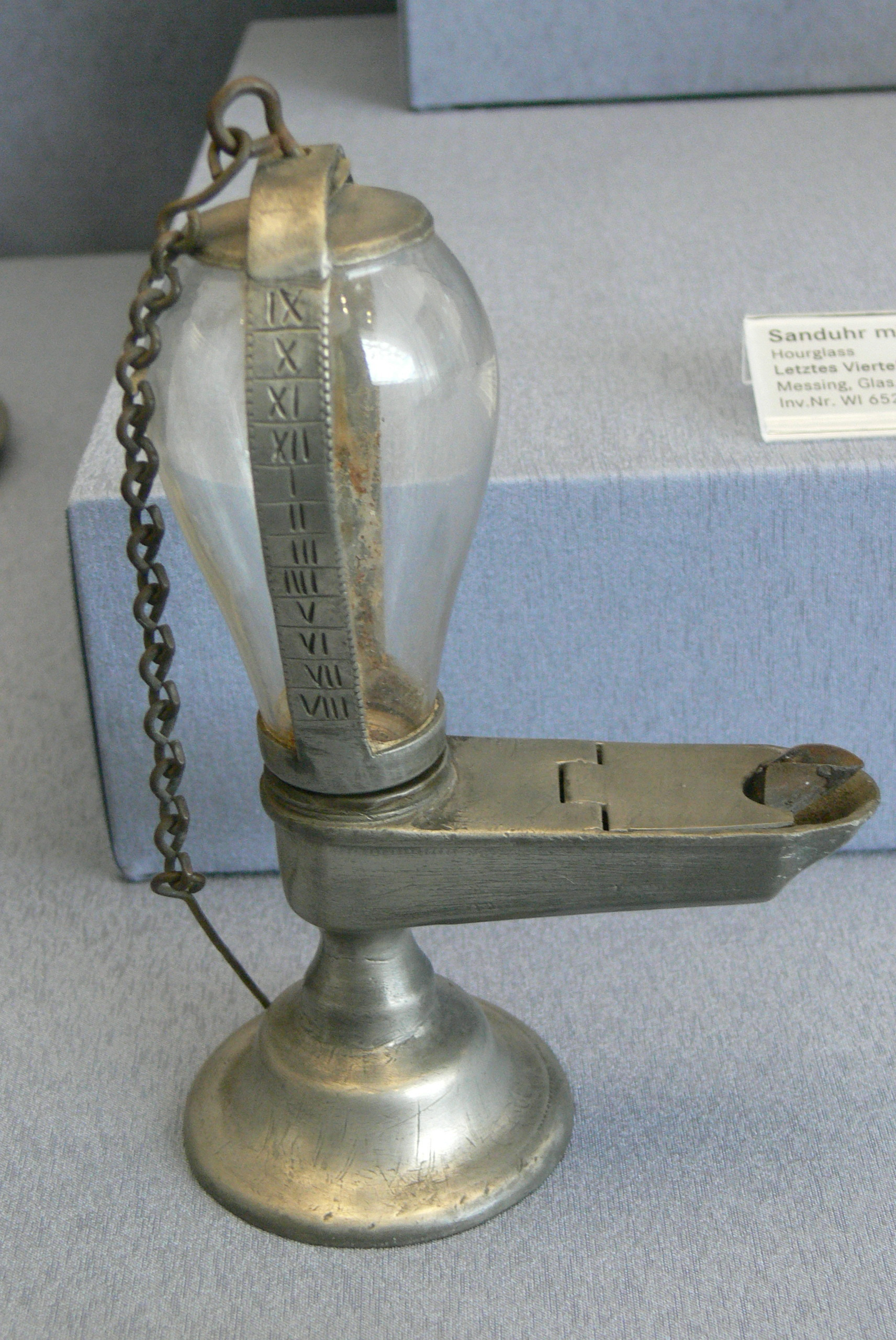
Лампадний годинник XVIII століття

Вогняний годинник - вид годинників, що мав за основу використання при вимірюванні часу вогонь та був широко використовуваний Азії в добу Середньовіччя. 

## Історія

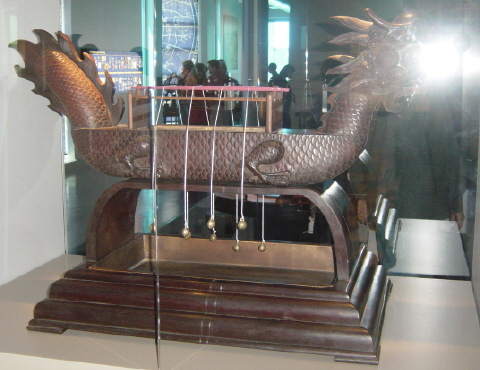
Китайський вогняний годинник

Як і водяний, механічний та пісковий годинники, вогняний годинник був широко використовуваний в Азії у різних формах. Він був винайдений у Китаї у VI столітті. Згодом ним почали користуватися у Японії та інших сусідніх для Китаю країнах. Деякі дослідники вважають, що вогняний годинник був винайдений приблизно водночас із Китаєм у Індії.   
Найдавніші вогняні годинники були знайдені у Китаї та датувалися VI-VIII століттями. На всіх них є різьблені написи Деванаґарі, що походять з Індії. На основі цього американський історик Едвард Шафер припустив, що вогняний годинник винайдений у Індії, а звідти поширився у Китаї. Інші дослідники, зокрема Сілвіо Бедіні, вважають, що вогняні годинники з'явились у Китаї та, ймовірно, виготовлені з ладаних печаток, що були згадані у буддистських писаннях Ваджраяна.  
У XIII столітті свічковий годинник (один з типів вогняного годинника) поширився у Європі.  

## Типи

### Лампадний годинник
У глиняний або скляний каганець наливали стільки масла і підбирали такий ґніт, щоб цього вистачило на певний час горіння світильника. Найчастіше таким типом вогняного годинника користувалися гірничники: у лампу наливали стільки масла, скільки потрібно для 10 годин горіння; коли масло в каганці закінчувалося, тоді закінчувався робочий день. Часто лампадні годинники робили такими, що розширювали зверху. Робилося це для рівномірного зниження рівня масла: коли масла багато, його тиск більший і горить воно швидше. Тому коли масло горить швидше, то його рівень понижується так само.

### Свічковий годинник

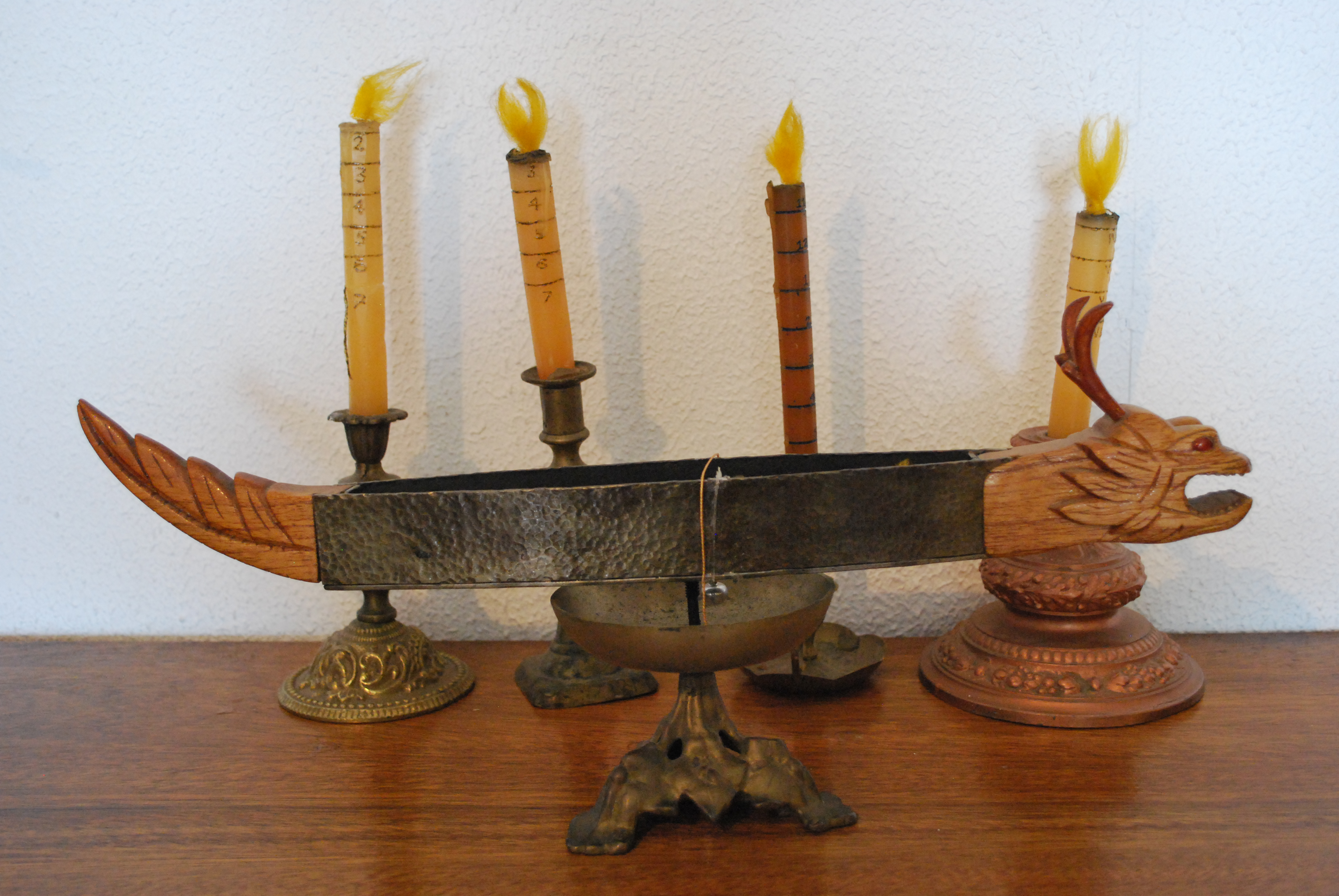
Свічковий годинник

У Китаї вогняний годинник часто мав форму свічки, виготовленої зі спеціальних сортів дерев, розтертих на порошок. Дерев'яний порошок змішували з пахощами, а з отриманого тіста утворювали палички різної форми (найчастіше - спіральної). Цей склад забезпечував рівномірність горіння. Палички могли горіти місяцями, не потребуючи догляду або підживлення.
Китайські вогняні годинники могли також використовуватися як будильники. Тоді на визначених місцях палички вісили металеві кульки, і при згоранні свічки вони падали на фарфорову вазу, через що лунав гучний звук. 
Також у Китаї широко використовувалися свічки з мітками: згорання відрізка свічки між мітками відповідало певному проміжку часу. У ґніт могли додавати пахучі трави, щоб щогодини свічка видавала різний запах.
У XIII столітті свічковий годинник поширився у Європі. 

### Ґнотовий годинник
Ґнотовий годинник мали форму металевого ґноту з оболонкою, в якій була суміш дьогтю та тирси, до якої через певні проміжки кріпили металеві кульки на нитках. Через згорання нитки кулька падала вниз, через що лунав гучний звук. Він вказував на те, що минув певний проміжок часу.